# Suchiapa
Suchiapa es una localidad del estado mexicano de Chiapas, cabecera del municipio homónimo. 

## Geografía
La localidad está ubicada en la posición 16°37′46″N 93°5′30″O / 16.62944, -93.09167, a una altitud de 460 m s. n. m.
Según la clasificación climática de Köppen, el clima corresponde al tipo Aw - tropical de sabana.

## Toponimia
El nombre Suchiapa tiene origen nahoa y se interpreta como "Nueva Chiapa" o "Chiapa Joven". A su vez, el nombre Chiapa significa "agua bajo el cerro".

## Demografía
Cuenta con 19 571 habitantes lo que representa un incremento promedio de 1.7% anual en el período 2010-2020 sobre la base de los 16 637 habitantes registrados en el censo anterior. Ocupa una superficie de 6.296 km², lo que determina al año 2020 una densidad de 3108 hab/km².
| Gráfica de evolución demográfica de Suchiapa entre 2000 y 2020    |
|                                                                   |
| Fuente: Instituto Nacional de Estadística Geografía e Informática |

En el año 2010 estaba clasificada como una localidad de grado alto de vulnerabilidad social.
La población de Suchiapa está mayoritariamente alfabetizada (7.82% de personas analfabetas al año 2020) con un grado de escolarización en torno de los 9 años. Solo el 1.41% de la población es indígena.